# Salon Bel Air Foot
Dernière mise à jour : 9 août 2013.
Le Salon Bel Air Foot, nommé Football Club de Salon jusqu'en 2011, est un club de football situé à Salon-de-Provence, dans les Bouches-du-Rhône. En 2009, le club regroupe environ 400 licenciés. L'équipe fanion du club monte en Division d'honneur au printemps 2014. Le FC Salon et a connu la 4e Division nationale de 1980 à 1983.
Les meilleures équipes de jeunes évoluent en 13 ans DHR et 18 ans DHR. Le président depuis juin 2007 est Philippe Véran. Le 11 mai 2011, une fusion s'opère entre le Football Club de Salon et la Société Amicale Bel-Air-Salon et le club prend alors le nom de Salon-Bel-Air Foot.

## Histoire
Extrait d'un article de presse en 1964. Défaite 1-2 face à Marignane 
Photo du joueur de l'équipe du FC Salon : Jean-Pierre Perlès.

Extrait d'un article de presse fin 1963. 

## Identité du club

### Logos

Logo du FC Salon.
Logo actuel.

## Palmarès
- 1939 : Champion de Provence 4e Division de District et 1/2 finaliste de la Coupe de Provence.
- 1957 : Champion de Provence Promotion de 4e Division de District.
- 1959 : 1/2 Finaliste de la Coupe de Provence.
- 1962 : Champion de Provence Promotion d’Honneur « B ».
- 1963 : Champion de Provence 4e Division de District.
- 1977 : Champion de Provence Promotion d’Honneur « A ».
- 1978 : Champion de Provence 2e Division de District.
- 1979 : Finaliste de la Coupe de Provence contre le FC Martigues (0-3).
- 1980 : Accession à la 4e Division Nationale et finaliste de la Coupe de Provence contre l'AS Gardanne (0-2).
- 1997 : 1/2 Finaliste de la Coupe de Provence.
- 2009 : Finaliste de la Coupe de Provence contre Bosquet Néréides (0-1).
- 2011 : Champion de Provence Promotion d’Honneur « B ».
- 2014 : Champion de Provence Division d'Honneur (Groupe B)

## Bilan saison par saison
| Saison     | Division           | Place | MJ  | Pts | V   | N   | D   | BM  | BE  | Diff |
| ---------- | ------------------ | ----- | --- | --- | --- | --- | --- | --- | --- | ---- |
| 2020-2021  | R1 (D6)            | 5e    | 5   | 8   | 2   | 2   | 1   | 7   | 4   | +3   |
| 2019-2020  | R1 (D6)            | 12e   | 18  | 15  | 3   | 7   | 8   | 18  | 27  | -9   |
| 2018-2019  | R1 (D6)            | 9e    | 26  | 34  | 9   | 7   | 10  | 31  | 36  | -5   |
| 2017-2018  | R1 (D6)            | 7e    | 26  | 33  | 9   | 6   | 11  | 26  | 34  | -8   |
| 2016-2017  | DH (D6)            | 8e    | 26  | 61  | 10  | 5   | 11  | 27  | 31  | -4   |
| 2015-2016  | DH (D6)            | 6e    | 26  | 66  | 11  | 7   | 8   | 38  | 33  | +5   |
| 2014-2015  | DH (D6)            | 2e    | 26  | 76  | 15  | 5   | 6   | 43  | 25  | +18  |
| 2013-2014  | DHR - poule B (D7) | 1er   | 26  | 80  | 17  | 4   | 5   | 49  | 23  | +26  |
| 2012-2013  | PHA (D8)           | 2e    | 24  | 69  | 14  | 4   | 6   | 51  | 34  | +17  |
| 2011-2012  | PHA (D8)           | 3e    | 26  | 76  | 14  | 8   | 4   | 49  | 25  | +24  |
| 2010-2011  | PHB - poule B (D9) | 1er   | 24  | 74  | 14  | 8   | 2   | 45  | 16  | +29  |
| 2009-2010  | PHB - poule B (D9) | 13e   | 26  | 45  | 6   | 3   | 17  | 23  | 50  | -27  |
| 1992-2009  | ...                | ...   | ... | ... | ... | ... | ... | ... | ... | ...  |
| 1991-1992  | DH (D5)            | 13e   | 26  | 33  | 1   | 5   | 20  | 24  | 65  | -41  |
| 1990-1991  | DH (D5)            | 7e    | 26  | 51  | 10  | 5   | 11  | 39  | 40  | -1   |
| 1989-1990  | DHR (D6)           |       | ... | ... | ... | ... | ... | ... | ... | ...  |
| 1988-1989  | DH (D5)            | 12e   | 26  | 47  | 8   | 5   | 13  | 23  | 36  | -13  |
| 1987-1988  | DH (D5)            | 11e   | 26  | 48  | 9   | 4   | 13  | 22  | 34  | -12  |
| 1986-1987  | DHR (D6)           |       | ... | ... | ... | ... | ... | ... | ... | ...  |
| 1984-1986  | ...                | ...   | ... | ... | ... | ... | ... | ... | ... | ...  |
| 1983-1984  | DH (D5)            | 14e   | 26  | 39  | 3   | 7   | 16  | 19  | 50  | -31  |
| 1982-1983  | Division 4 (D4)    | 14e   | 26  | 8   | 1   | 6   | 19  | 13  | 55  | -42  |
| 1981-1982  | Division 4 (D4)    | 9e    | 26  | 24  | 10  | 4   | 12  | 37  | 30  | +7   |
| 1980-1981  | Division 4 (D4)    | 7e    | 26  | 24  | 9   | 6   | 11  | 33  | 38  | -5   |
| 1979-1980  | DH (D5)            | 2e    | 22  | 34  | 15  | 4   | 3   | 45  | 15  | +30  |
| 1978-1979, | DH (D5)            | 3e    | 22  | 28  | 9   | 9   | 4   | 33  | 30  | +13  |

## Personnalités du club

### Entraîneurs
- 1956-1962 : Lejosne
- 1962-1964 : Salva
- 1964-1965 : Zatelli
- 1965-1967 : Mori
- 1967-1968 : Lejosne
- 1968-1969 : Ivora
- 1969-1970 : Ivora - Brotons
- 1970-1971 : Ivora - Jaubert
- 1971-1972 : Polart
- 1972-1973 : Divolo
- 1973-1977 : Plaza
- 1977-1978 : Plaza -  Jean-Pierre Dogliani
- 1978-1981 :  Claude Andrien
- 1981-1982 :  Léon Galli[13]
- 1982-1983 : Invernizzi
- 1983-1984 : Golinski - Di Caro
- 1984-1985 : Invernizzi
- 1985-1987 : Labaume
- 1995-1997 : Christian Di Caro
- 1997-1998 : Patrick Filosa
- 1998-2003 : Claude Martin
- 2003-2004 : Marc Mulet
- 2004-2005 : Serge Cardonna[14]
- 2005-2008 : Serge Cardonna[14] - Patrick Filosa
- 2008-2009 : Karim Sefiat
- 2009-2010 : Franck Bodino
- 2010-2011 : Kamel Boushaba
- 2011-2016 : Christophe Feldmuller
- 2016-2020 :  Bruno Savry
- 2020-janv. 2021 :  Nacim Bouncer
- Janv.-juil. 2021 :  Samir Djebali
- 2021- :  Cyril Arbaud

### Anciens joueurs
Maelle Lakrar 
- Léon Galli[13]
- Georges Tignard